# Phyllonorycter mespilella
Phyllonorycter mespilella là một loài bướm đêm thuộc họ Gracillariidae. Nó được tìm thấy ở Đức đến bán đảo Iberia, Sardinia, Ý và núi Carpathia và từ Ireland đến miền nam Nga. Loài này xuất hiện ở phần lớn miền tây Bắc Mỹ, từ California phía bắc đến British Columbia, và phía đông đến Utah và New Mexico.
Sải cánh dài 6–8 mm. Con trưởng thành bay vào tháng 5 và một lần nữa vào tháng 8.
Ấu trùng ăn Amelanchier ovalis, Cotoneaster integerrimus, Crataegus, Cydonia oblonga, Malus domestica, Mespilus germanica, Prunus cerasus, Pyrus communis, Sorbus aria, Sorbus aucuparia, Sorbus intermedia và Sorbus torminalis. Chúng ăn lá nơi chúng làm tổ.